# Aimé Duthoit
Aimé Duthoit (* 25. November 1803 in Amiens; † 20. Februar 1869 ebendort) war ein französischer Bildhauer, Zeichner und Dekorateur.

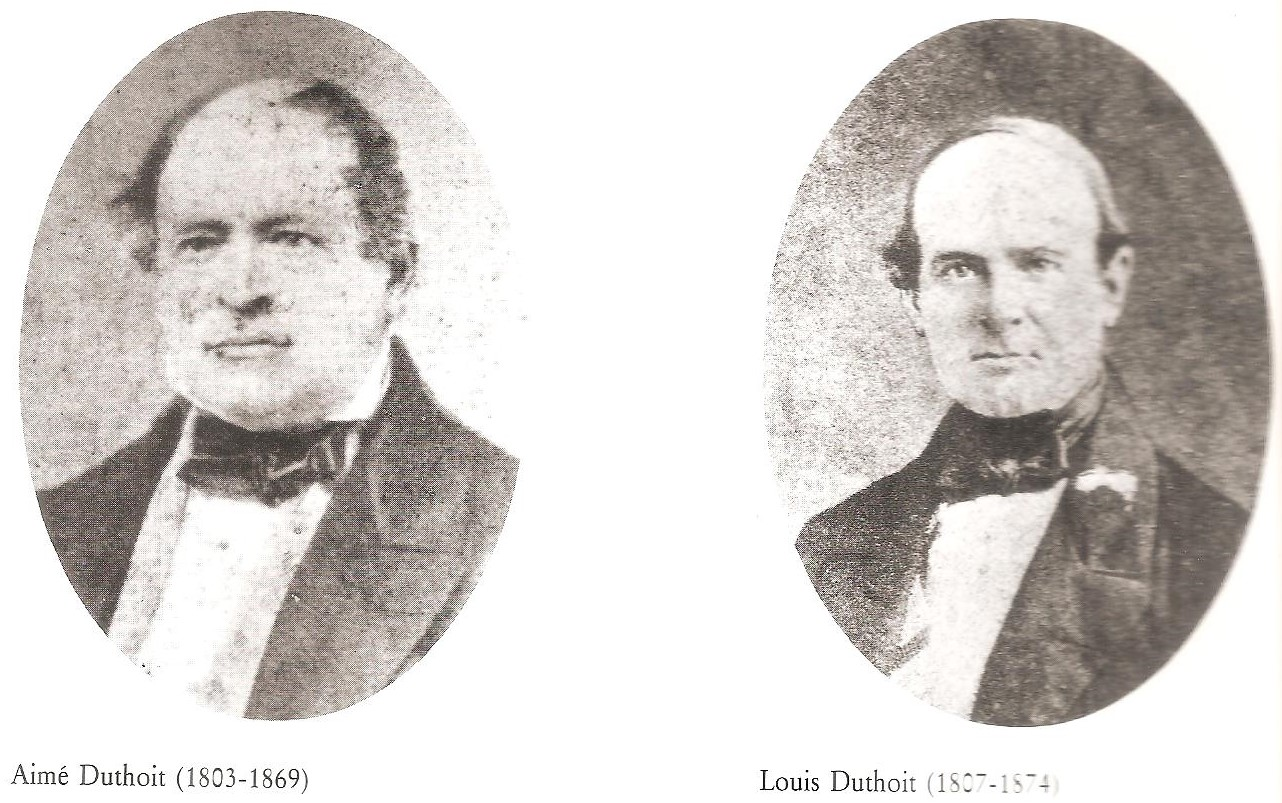
Aimé und Louis Duthoit

Er arbeitete eng mit seinem Bruder Louis zusammen und sie werden deshalb oft als „Brüder Duthoit“ erwähnt.

## Leben
Er entstammt einer Dynastie von Bildhauern und arbeitete eng mit seinem Bruder Louis in der väterlichen Werkstatt zusammen. Aimé spezialisierte sich auf ornamentale und dekorative Skulpturen. Louis zeigte ein kreativeres Talent als Bildhauer. Ihre Zusammenarbeit ergänzte sich, und es ist heute schwierig, den Anteil des einen oder des anderen zu bestimmen.
Seine Ausbildung als Ornamentbildhauer erhielt er von seinem Vater. Zusätzlich besuchte er die Zeichenschule von Amiens.
Aimé war Mitbegründer der Société des Antiquaires de Picardi in Amiens.
Die Brüder Duthoit sind in Amiens auf dem Friedhof La Madeleine begraben.

## Publikationen
- Aimé Duthoit, Louis Duthoit: Le Vieil Amiens. Théodore Jeunet, Amiens 1874.
- Aimé Duthoit, Louis Duthoit: En Picardie et alentours. C.R.D.P., Amiens 1979.
- Aimé Duthoit, Louis Duthoit: En voyage avec… Einführung von Gérard Ansart. C.R.D.P., Amiens 1979 (Ausgabe des Manuskripts Quelques cantons de Picardie).
- Aimé Duthoit, Louis Duthoit: De l’Impressionnisme à la miniature. C.R.D.P., Amiens 1980 (französisch).